# بابلو لاسو
بابلو لاسو (بالإسبانية: Pablo Laso)‏ مواليد 13 أكتوبر 1967، هو مدرب كرة سلة إسباني ولاعب سابق بدأ مسيرته الاحترافية في سنة 1984 درب فريق ريال مدريد. اعتزل اللعب في 2003.

## فرق لعب لها
- ساسكي باسكونيا
- ريال مدريد بالونكيستو
- نادي بلد الوليد لكرة السلة

## روابط خارجية
- بابلو لاسو على موقع الاتحاد الدولي لكرة السلة (الإنجليزية)
- بابلو لاسو على موقع الدوري الإسباني لكرة السلة (الإسبانية)
- بابلو لاسو على موقع ريلجم (الإنجليزية)
- بابلو لاسو على موقع بروبوليرز (الإنجليزية)
- بابلو لاسو على موقع الدوري الإسباني لكرة السلة (الإسبانية)